# Máriapócs
Máriapócs (deutsch Pötsch) ist eine ungarische Stadt im Kreis Nyírbátor im Komitat Szabolcs-Szatmár-Bereg. Die ehemalige Großgemeinde wurde 1993 in den Rang einer Stadt erhoben. Die griechisch-katholische Basilika von Máriapócs ist einer der wichtigsten Wallfahrtsorte in Ungarn. 

## Lage
Máriapócs liegt 30 Kilometer östlich von Nyíregyháza, Nachbargemeinden sind Pócspetri und Nyírgyulaj.

## Sehenswürdigkeiten
- Basilika von Máriapócs, seit 1948 Basilica minor
- Römisch-katholische Kirche

## Söhne und Töchter der Stadt
- Miklós Dudás (1902–1972), griechisch-katholischer Bischof
- Mihály Iváncsik (* 1959), Handballspieler

## Verkehr
Die Stadt liegt in der Nähe der Autópálya M3. Der Bahnhof befindet sich drei Kilometer südlich des Stadtkerns an der Bahnstrecke Nyíregyháza–Mátészalka–Zajta. Ein Mal täglich verkehren Linienbusse nach Nyírbátor und Nyíregyháza.

## Galerie

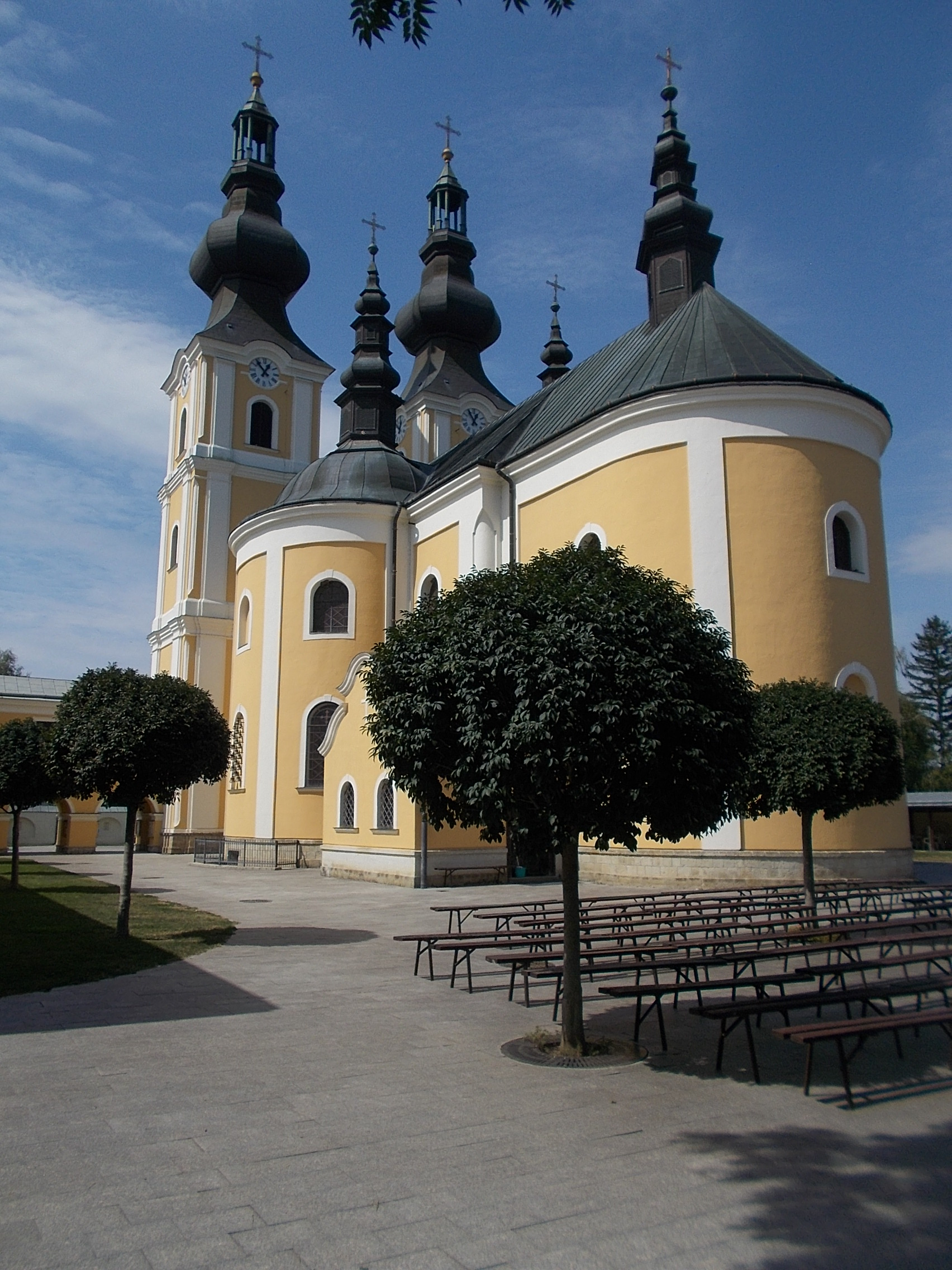
Basilika
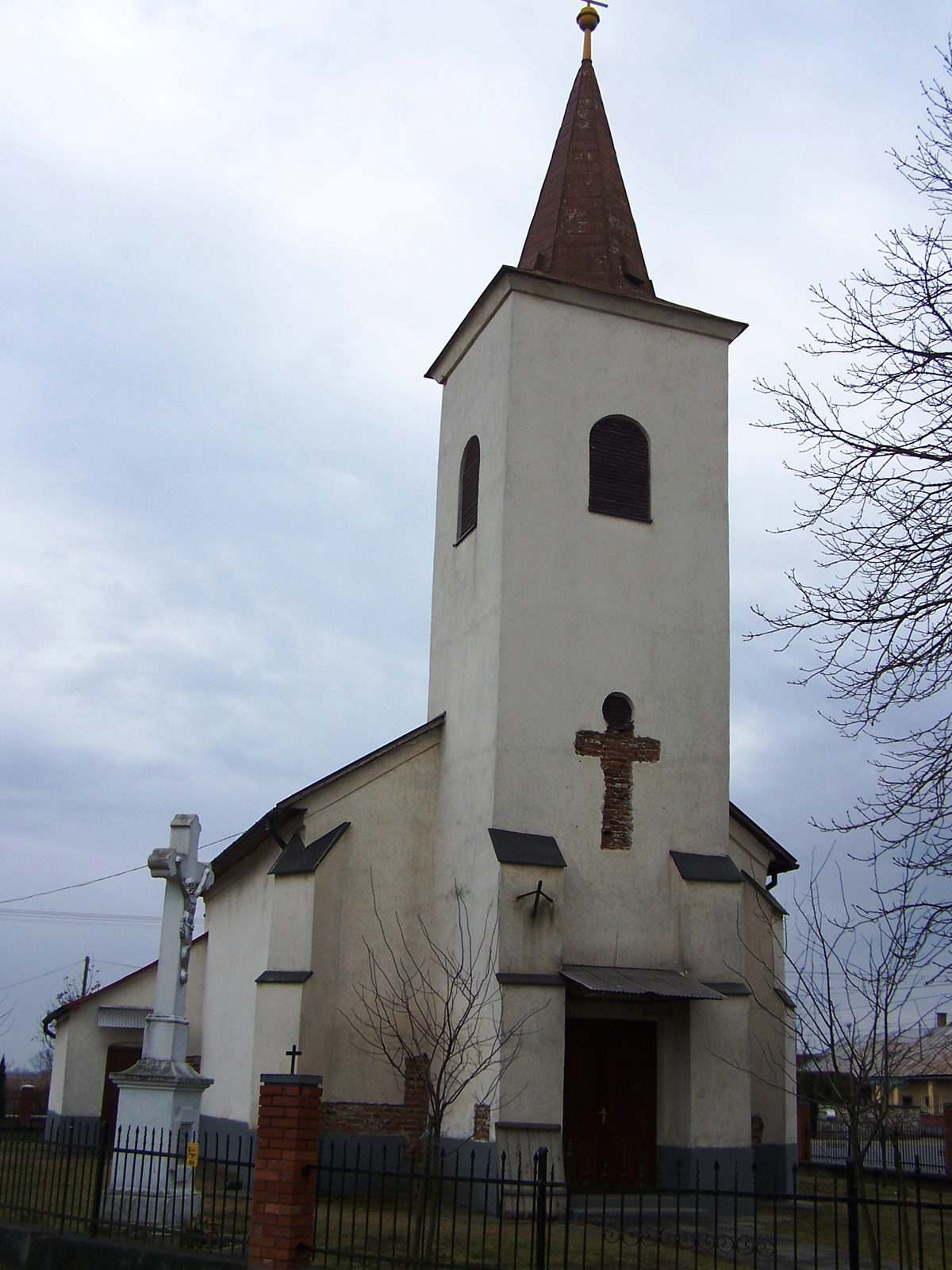
Römisch-katholische Kirche